# قصر بكلربكي

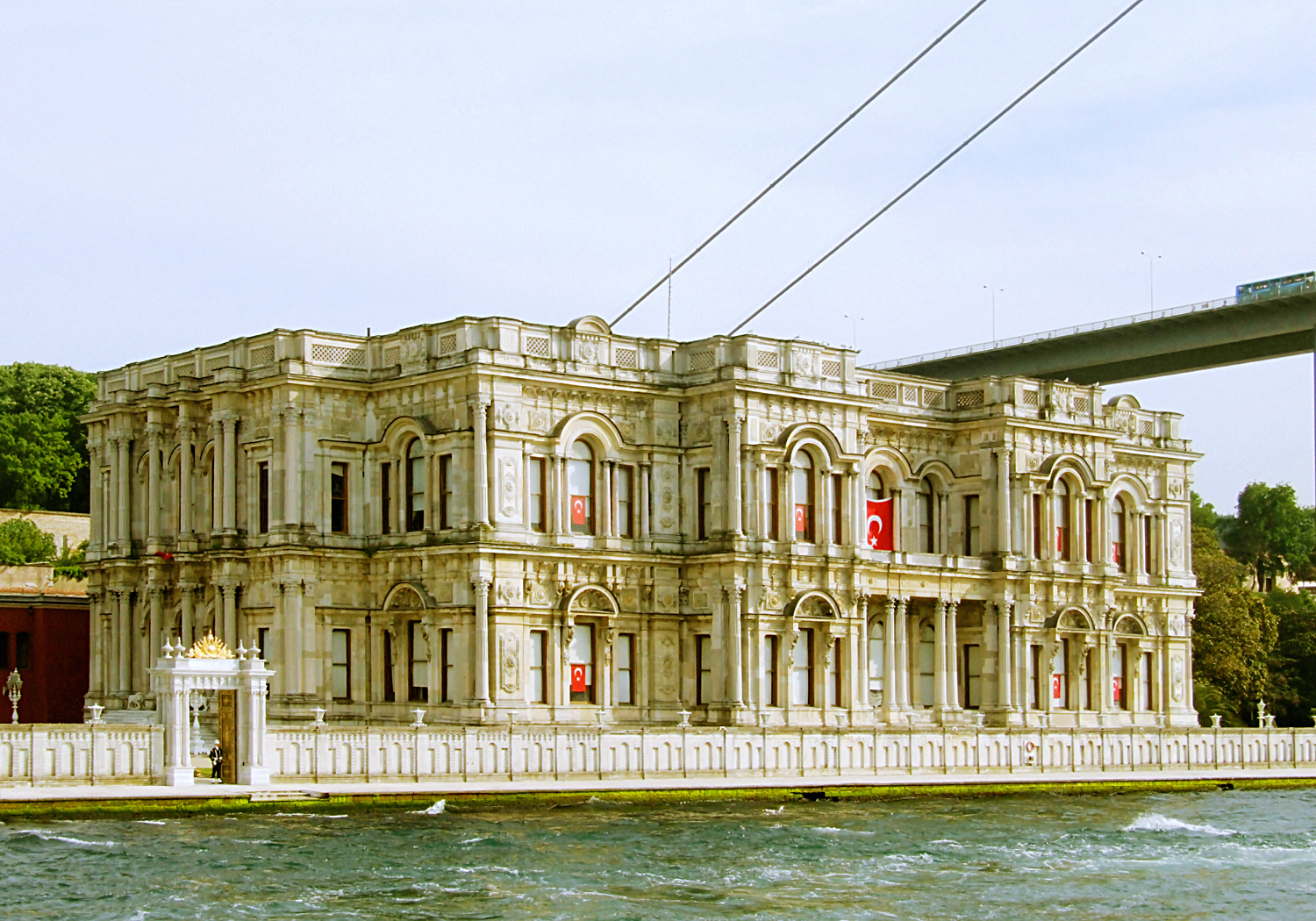
قصر بكلربكي، على مضيق البوسفور.

قصر بكلربكي قصر واقع في حيِّ بكلربكي الإسطنبولي في تركيا في الجانبِ الآسيويِ للبسفور تقريباً يقع شمال جسرِ البسفور.

## تصميمه
صمّم على الطراز الباروكيِ مِن قِبل سركيس باليان (Sarkis Balyan)، ويبدو أن مقارنته مع قصر دولمة باكجة أَو قصر كوجوكسو ستكون مجحفة. أمر السلطان عبد العزيز الأول (1830-1876) ببناءه وبُنى بين عامي 1861 - 1865 كسكن صيفي ومكان لتسلية رؤساء الدول الزائرينِ. زارت الإمبراطورة الفرنسية أوجيني هذا القصر في طريقها إلى افتتاح قناة السويس في عام 1869 وصُفعت على وجهها مِن قِبل أمِّ السلطان لتَجَاسُرها دُخُول القصرِ على ذراع السلطان عبد العزيز. الزوّار الملكيون الآخرون إلى القصرِ تَضمّنوا دوق ودوقة وندسور.
كان القصرالمكان الأخير لأسرِة السلطان عبد الحميد الثاني من عام 1912 حتى موته هناك في عام 1918.
إحدى أكثر الغرف الجذابة هي قاعة الإستقبال، التي لها بركة ونافورة، الماء الجاري كان شعبياً في البيوت العثمانية لصوته اللطيف وقدرته على التبريد. حصيرة القشّةِ المصريةِ مستعملة على الأرضيةِ كشكل من أشكال العزل. الثريات البلّورية بوهيمية في الغالب والسجاد من (هيركيه).
على الرغم من إستقبالها الأوليِ، الإمبراطورة الفرنسية أيوجيني كانتْ مسرورة جداً برشاقة القصرِ التي كان عندها نسخة لنافذة غرفة الضيوف جعلتها نافذة لغرفة نومها في قصر تويلوري ِ(Tuileries) في باريس، فرنسا.

## معرض صور

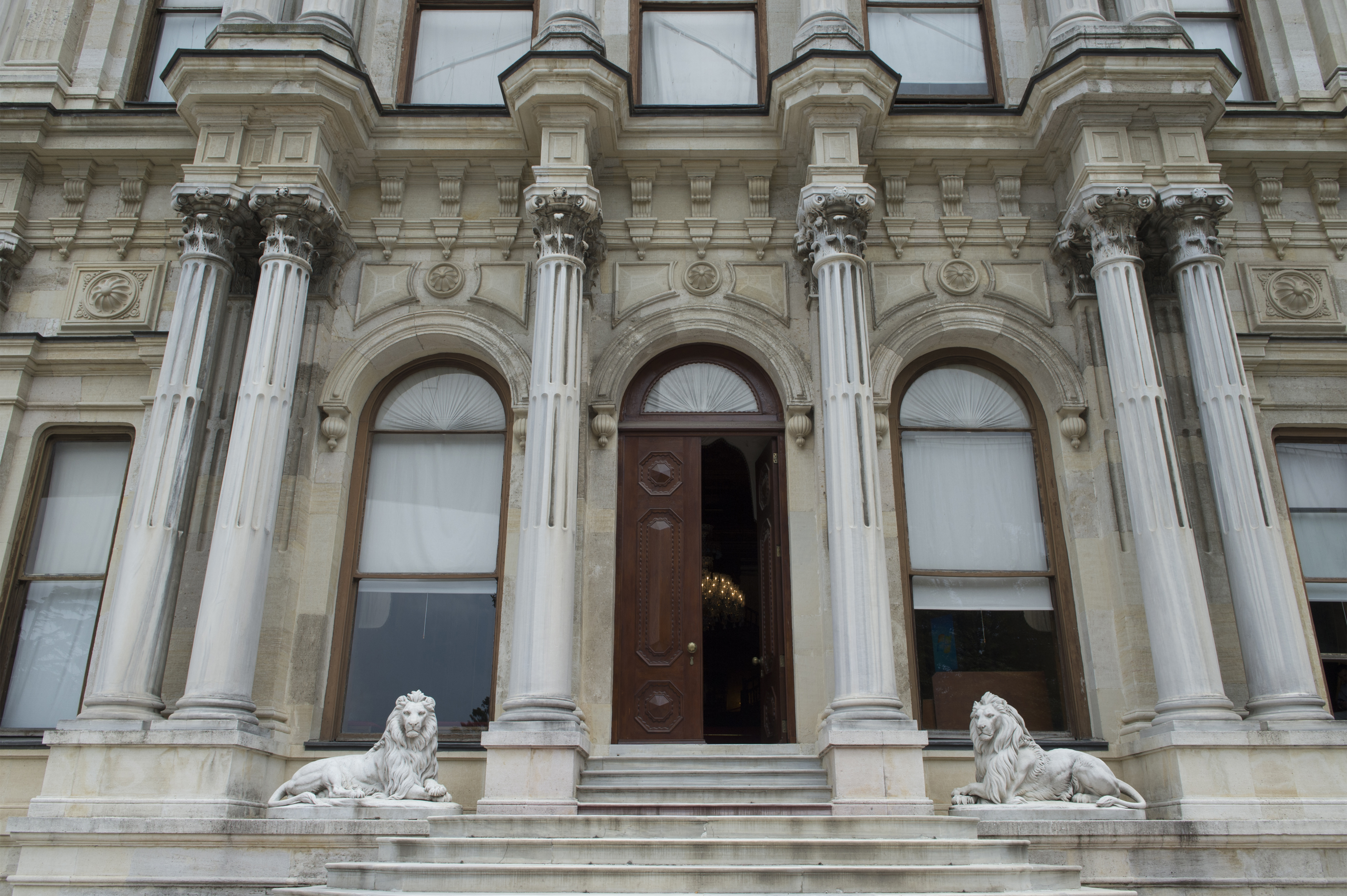
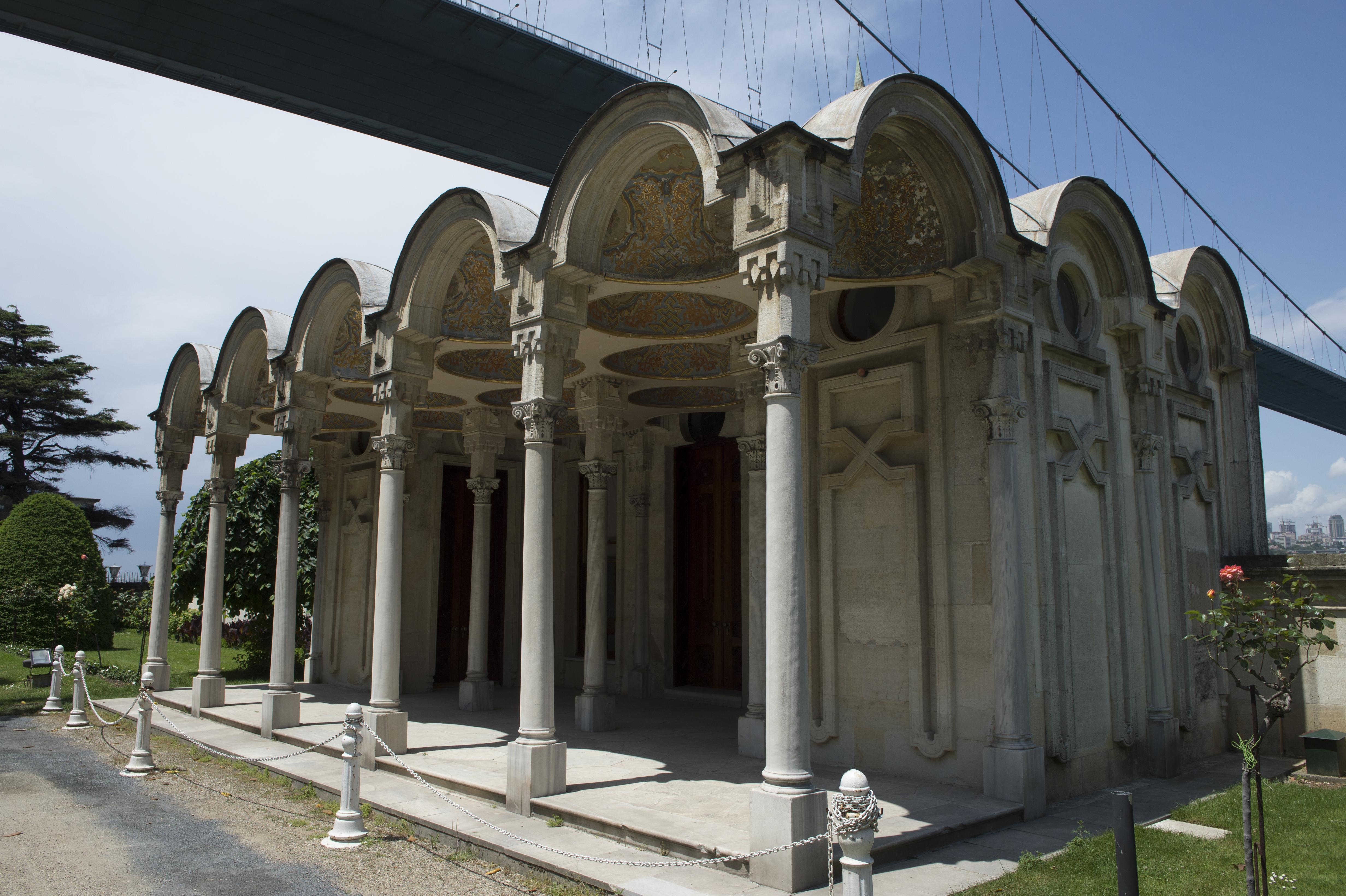
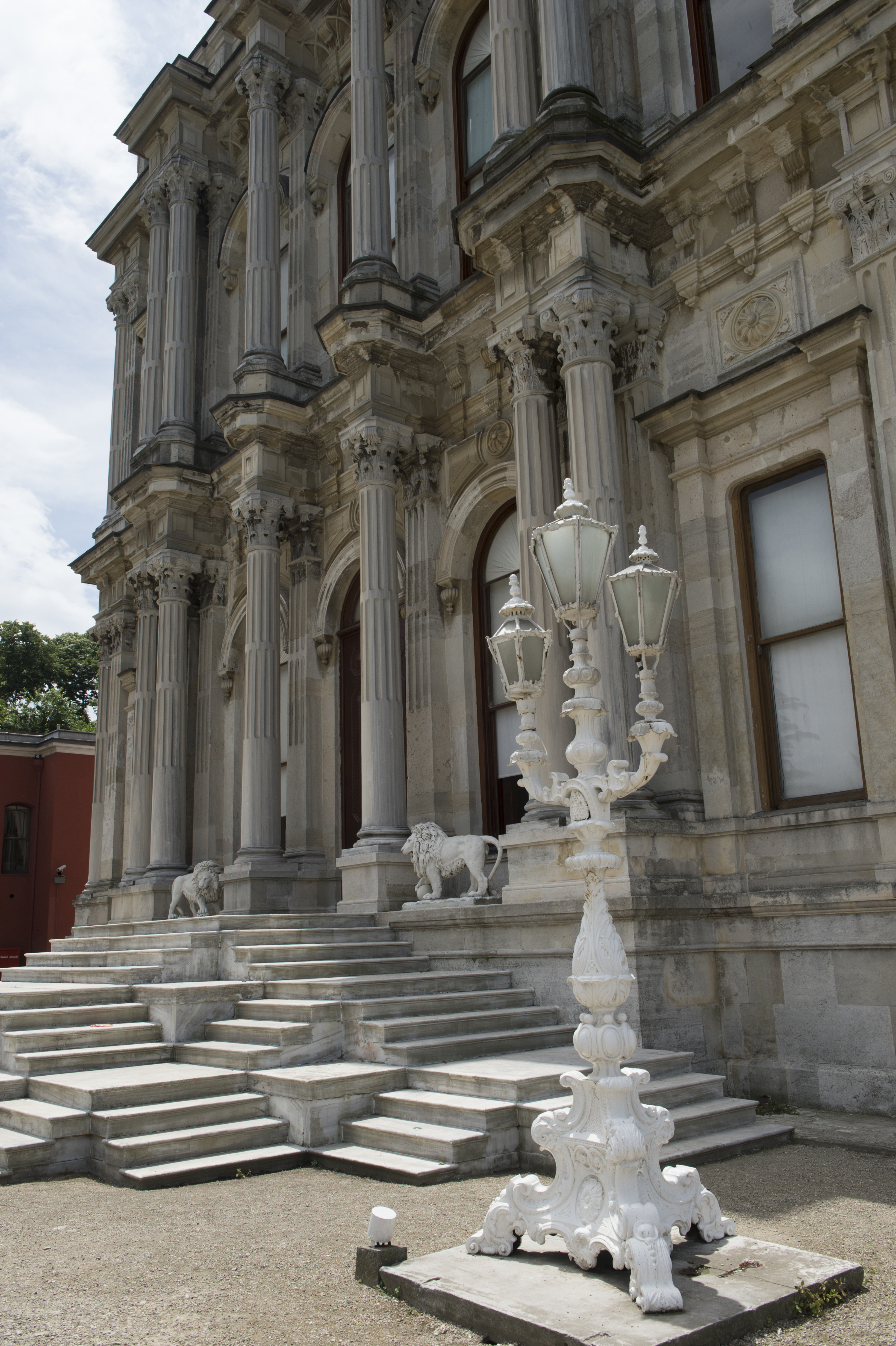
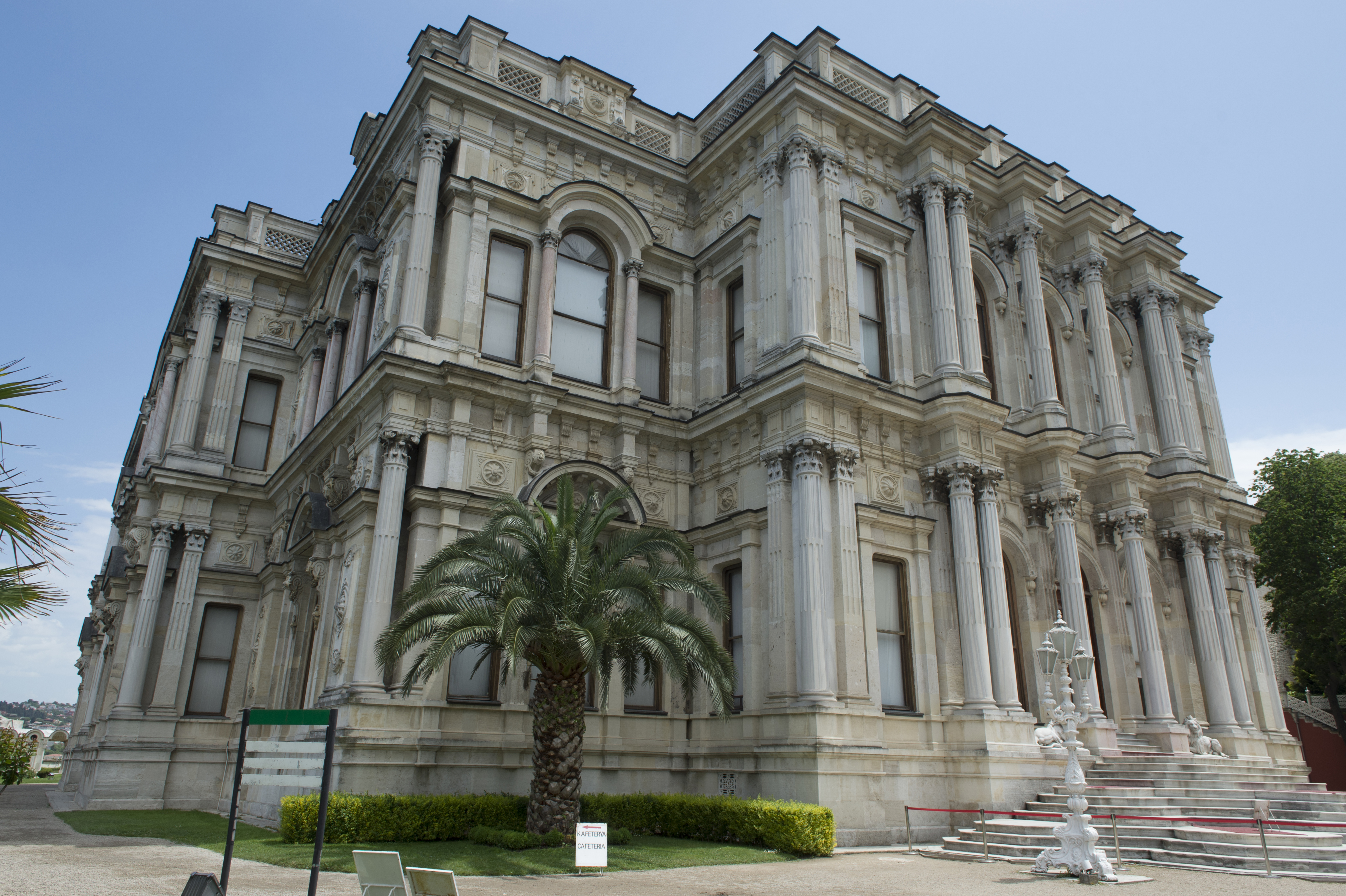
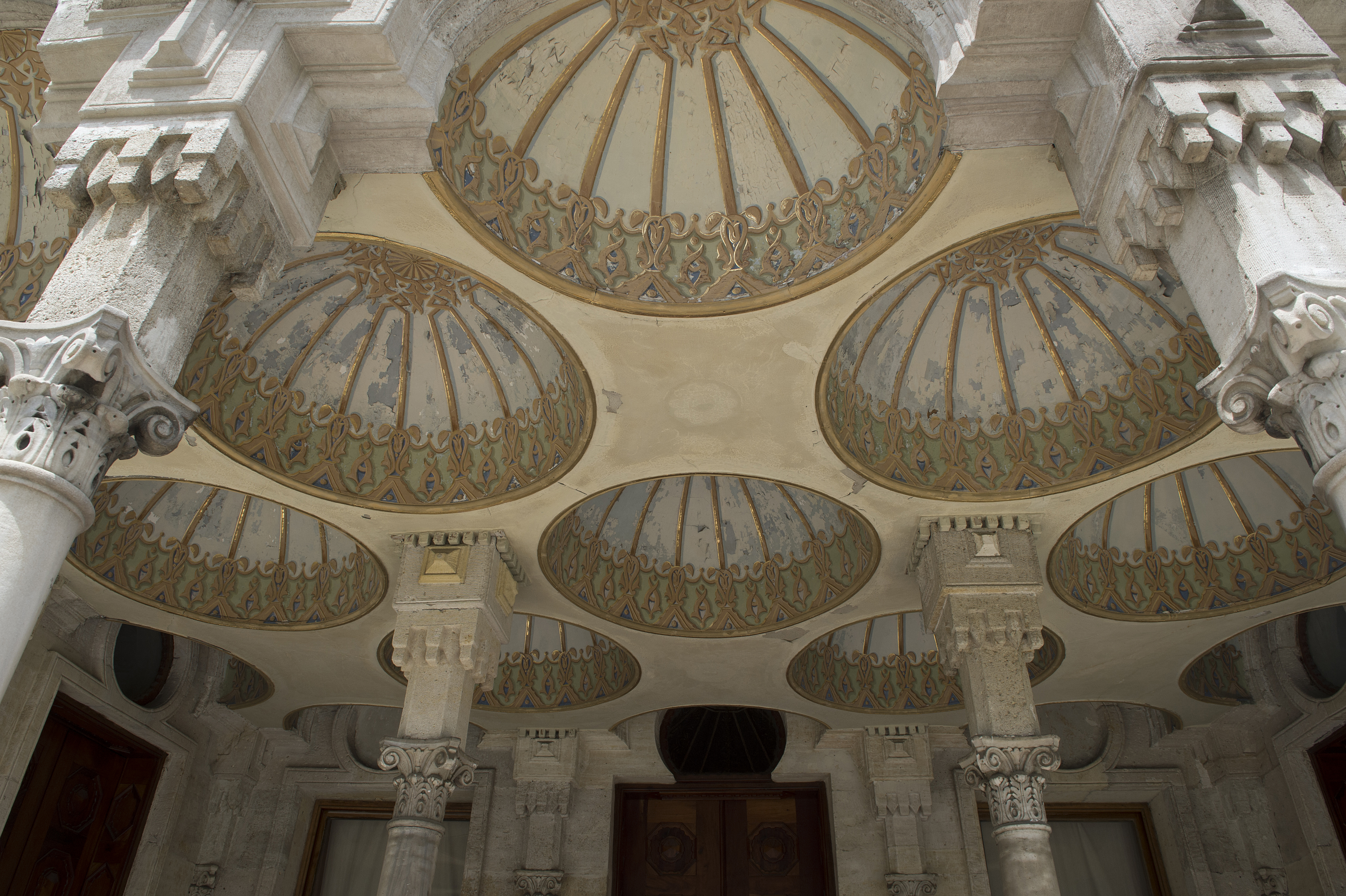

## وصلات خارجية
- قصر بيلارباي